# Dom van Trapani
De dom van Trapani, met officiële naam Protobasilica cattedrale di San Lorenzo, is de kathedraal van het bisdom Trapani met zetel in de Siciliaanse havenstad Trapani, Italië. De kathedraal staat in het centrum van de stad in de straat Corso Vittorio Emanuele. Ze is toegewijd aan de heilige Laurentius van Rome.
De kerk is pas sinds 1844 een kathedraal, omdat het bisdom Trapani werd opgericht in 1844 door paus Gregorius XVI. De rang van de kathedraal is een basilica minor.

## Historiek
Reeds tijdens het bestuur van de Normandiërs over Sicilië bestond op deze plek een kapel. Vanaf het jaar 1102 verscheen de officiële naam Cappella di San Giorgio of Sint-Joriskapel. De verklaring is dat de kapel zich bevond op het grondgebied van het consulaat van de Doorluchtige republiek Genua, een van de Italiaanse zeenaties die in de havenstad een consulaat had. Sint-Joris was de patroonheilige van Genua. Vandaar was het voor elke bezoeker aan de haven duidelijk dat dit de kapel van de Genuezen was.
In 1434 besliste koning Alfons de Grootmoedige van Aragon, koning van Sicilië, dat de kapel moest omgebouwd worden tot een parochiekerk. De kerk werd toegewijd aan de heilige Stefanus, martelaar. De familie Vento financierde de bouw.
In de loop van de 16e eeuw verviel de kerk in ruïne.
In 1602 werd met de stenen van de ruïne een nieuwe kerk gebouwd. Ditmaal werd ze toegewijd aan de heilige Laurentius van Rome, martelaar. De bouw werd gefinancierd met giften doch viel regelmatig stil in de loop van de 17e eeuw omwille van lange periodes van hongersnood in Trapani. 
In 1705 geraakte de kerk af in haar eerste vorm. De bisschop van Mazara del Vallo wijdde de kleine kerk in. Ze werd in 1736 een kapittelkerk. Deze nieuwe functie betekende de start van een wijde uitbouw tot haar huidige dimensies en uitzicht. Architect Giovanni Biagio Amico leidde de werken; een andere architect was tijdelijk Bonaventura Certo. Er verrezen in de loop van de 18e eeuw een koepel, een portiek in drie bogen, zijkapellen, het koorgedeelte en het hoofdaltaar. De stijl is voor heel deze bouwperiode barok. In de jaren 1780 kwamen daar nog bij: een orgel, een doopkapel en een preekstoel.
Wanneer in 1844 het bisdom Trepani ontstond, was er discussie in de stad welke kerk de kathedraal mocht worden. De Sint-Laurentiuskapittelkerk kwam in concurrentie met de kapittelkerk van Sint-Pieter en de basilica minor toegewijd aan Sint-Niklaas. Paus Gregorius XVI koos voor de Sint-Laurentiuskerk als kathedraal.
Van 1975 tot 1997 werden er restauratiewerken uitgevoerd. Ze kreeg de rang van basilica minor.

## Beschrijving
De stijl van de kathedraal is Siciliaanse barok. Het grondplan is een Latijns kruis. 
De hoofdbeuk is gescheiden van twee zijbeuken door een zuilengalerij. Links en rechts zijn er telkens vier zijkapellen. Eén van de zijkapellen aan de linkerzijde is toegewijd aan San Giorgio of Sint-Joris. In de hoofdbeuk staat een kruisbeeld van Giacomo Tartaglia; het marmer dat de dode Christus voorstelt heeft een lijkkleur, wat een realistisch aspect geeft.
Het transept bevat eveneens zijaltaren; deze zijn neoclassicistisch van stijl en dus van latere datum dan de bouwperiode. De fresco’s in het transept zijn van Domenico La Bruna. Er hangen twee schilderijen, een over de marteling van Stefanus en de andere over de marteling van Laurentius. 
In de kathedraal hangt een schilderij van Antoon van Dyck dat de kruisiging van Jezus voorstelt. 